# Casey (nome)
Casey  è un nome proprio di persona inglese e irlandese maschile e femminile.

## Varianti
- Maschili: Kasey[1]
- Femminili: Kasey[1][2], Casy[2], Kasy[2], Kacey[1][2], Kaci[2], Kacie[1], Kaysey[2], Kaycee[1][2]

### Varianti in altre lingue
- Albanese: Kejsi[1]

## Origine e diffusione
Riprende il cognome Casey, usato sia in Irlanda sia in Inghilterra, con due differenti origini: nel primo caso, è una forma anglicizzata dell'irlandese Ó Cathasaigh, che significa "discendente di Cathasach", mentre nel secondo deriva dal toponimo di Kersey Marsh, nell'Essex.
Anche se il cognome è attestato sin dal XVII secolo, a dare una vera spinta al nome è stata la figura di Casey Jones, un ingegnere ferroviario che si sacrificò per salvare altri passeggeri di un treno da un incidente: nel suo caso, "Casey" era un soprannome, riferito alla città dove era cresciuto, Cayce, nel Kentucky.
Originariamente solo maschile, da metà del XX secolo il nome ha progressivamente acquisito un uso anche femminile, dando origine inoltre a diverse varianti moderne.

## Onomastico
Il nome è adespota, cioè non è ha santo patrono, quindi l'onomastico ricade il 1º novembre ad Ognissanti.

## Persone

### Maschile

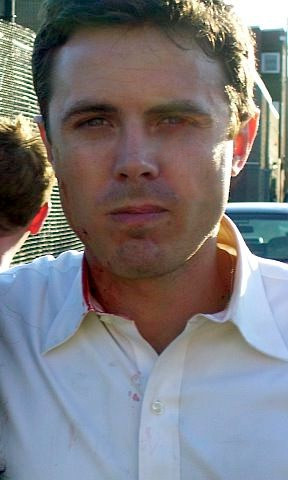
Casey Affleck

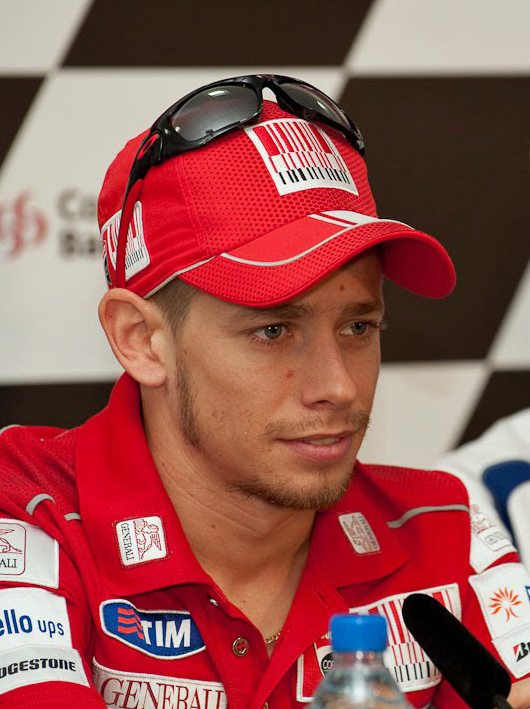
Casey Stoner

- Casey Affleck, attore, sceneggiatore e regista statunitense
- Casey Donovan, pornoattore e attore teatrale statunitense
- Casey Donovan, cantante australiana
- Casey Dunning, rugbista a 15 e allenatore di rugby australiano
- Casey Frank, cestista statunitense naturalizzato neozelandese
- Casey Hayward, giocatore di football americano statunitense
- Casey Jacobsen, cestista statunitense
- Casey Kasem, attore statunitense
- Casey Laulala, rugbista a 15 neozelandese
- Casey Malone, atleta statunitense
- Casey Matthews, giocatore di football americano statunitense
- Casey Mitchell, cestista statunitense
- Casey Schmidt, cestista statunitense
- Casey Shaw, cestista statunitense
- Casey Siemaszko, attore statunitense
- Casey Stoner, pilota motociclistico australiano
- Casey Simpson, attore statunitense

### Variante maschile Kasey
- Kasey Kahne, pilota automobilistico statunitense
- Kasey Keller, calciatore statunitense
- Kasey Wehrman, calciatore australiano

### Femminile

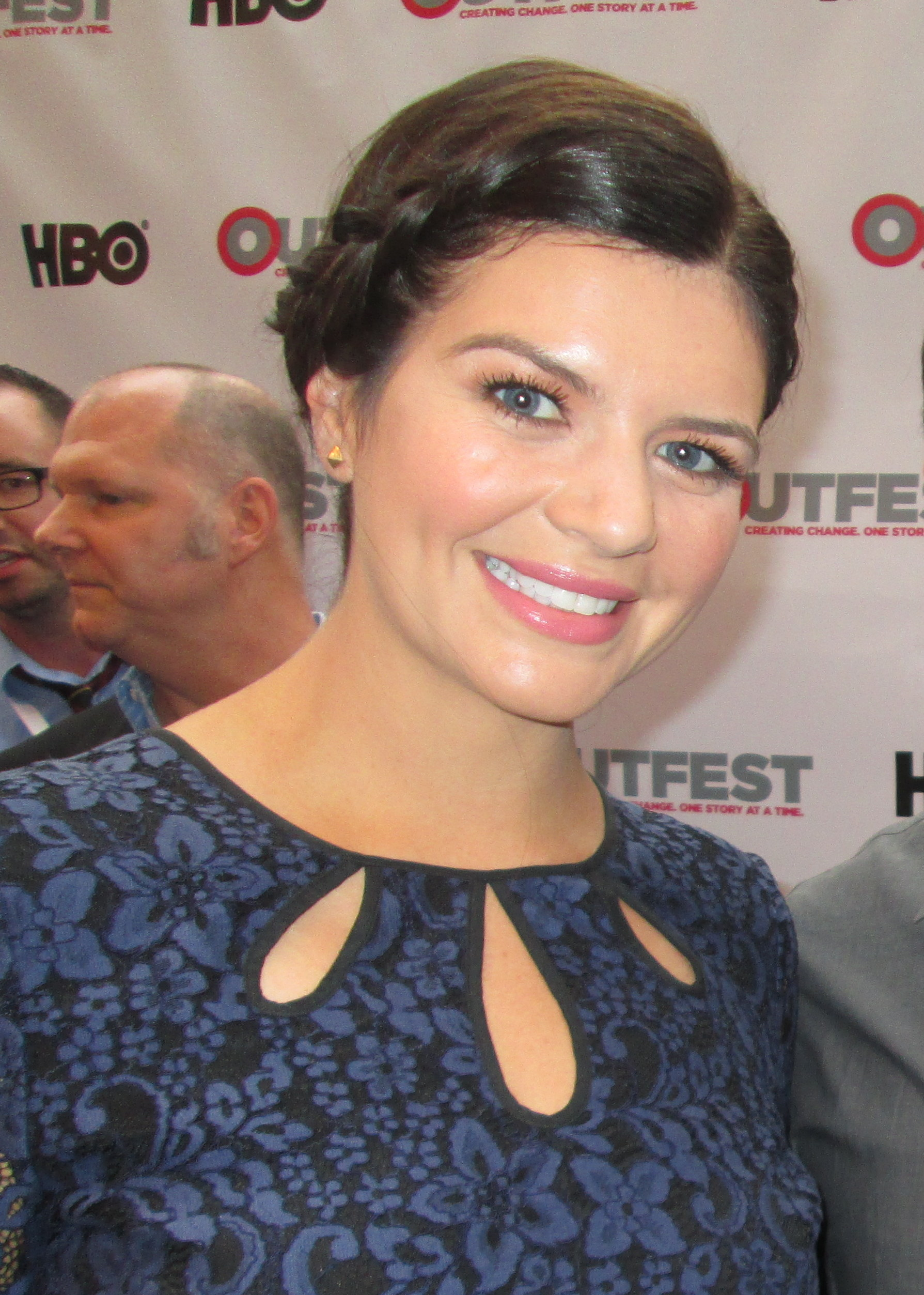
Casey Wilson

- Casey Dellacqua, tennista australiana
- Casey Wilson, attrice, comica e sceneggiatrice statunitense

### Varianti femminili
- Kacey Barnfield, attrice e modella britannica
- Kaci Brown, cantate statunitense
- Kaycee Stroh, attrice e ballerina statunitense

## Il nome nelle arti
- Casey è un personaggio della serie Pokémon.
- Casey Coot è un personaggio della Banda Disney.